# 鄧炳 (萬曆進士)
鄧炳（1546年—？），字其文，號林野，湖廣荊州府監利縣人，軍籍，明朝政治人物。

## 生平
萬曆四年丙子科湖廣鄉試第三十四名，萬曆八年（1580年）庚辰科會試第一百六十四名，登三甲第四十一名進士。吏部觀政，本年授上海县知县，十一年丁憂归乡。十三年复除常熟县，十五年丁憂。十八年复除长兴县，二十一年擢户部主事，二十三年差苏松监兑，二十六年升员外郎，本年升郎中。

## 家族
曾祖鄧善緣，曾任壽官；祖父鄧漢；父鄧廷舉。母楊氏。具庆下。